# António de Abreu
António de Abreu (Madeira, c. 1480 - islas Azores, c. 1514) fue un marino portugués y oficial naval. Participó al servicio de Afonso de Albuquerque en la conquista de Ormuz en 1507 y de Malaca en 1511, donde fue herido. Partiendo de Malaca en noviembre de 1511 con tres naves, lideró la primera expedición europea para alcanzar Timor, y las Islas de Banda en 1512, en Indonesia, durante un viaje explorador a las islas de las Especias (Molucas).

## Biografía
El 25 de julio de 1511, durante la conquista de Malaca, António de Abreu dirigió el junco chino con el que remontaron el río Malaca durante la marea alta, permitiendo que el contingente portugués arribara a tierra y conquistara la ciudad en agosto. Gravemente herido en la cara, después de haber perdido algunos dientes y la lengua, rehusó la propuesta de Albuquerque de abandonar el mando.
En noviembre de ese año, después de enviar embajadores a Pegu y a Siam un mes antes de dejar Malaca, Albuquerque confió a Abreu el mando de una flota de tres buques que navegasen en busca de las «islas de las Especias». António de Abreu era el capitán de la nave principal, la Santa Catarina, el segundo comandante era Francisco Serrão en el barco Sabaia, y un tercer barco, una carabela, estaba bajo el mando de Simão Afonso Bisagudo, teniendo como piloto a Francisco Rodrigues, un cartógrafo capaz que escribió acerca de esta expedición. Con una tripulación de 120 portugueses y 60 esclavos, fueron guiados por pilotos malayos contratados para guiarlos a través de la isla de Java, las islas menores de la Sonda y la isla de Amboina (Ambon) hasta las islas de Banda, a donde llegaron a principios de 1512. Se quedaron allí durante aproximadamente un mes, comprando y llenando sus barcos con la nuez moscada y el clavo de olor. António de Abreu zarpó luego hacia Amboina mientras que su segundo comandante, Serrão, se adelantó hacia las Molucas, naufragando y terminando en Ternate, ocupándose con las luchas en el archipiélago, como en Amboina y Ternate, y regresando sólo en 1529.
Abreu regresó a Malaca en diciembre de 1512, desde donde partió en enero de 1513 hacia la India con Fernão Pires de Andrade; luego navegó de regreso a Portugal. Murió en las islas Azores, antes de llegar a territorio continental de Portugal.